# Independent Spirit Awards 2016
La cerimonia di premiazione della 31ª edizione degli Independent Spirit Awards ha avuto luogo il 27 febbraio 2016.
Le nomination sono state rese note il 24 novembre 2015.

## Vincitori e candidati
I vincitori sono indicati in grassetto, a seguire gli altri candidati.

### Miglior film
- Il caso Spotlight (Spotlight), regia di Tom McCarthy
- Anomalisa, regia di Charlie Kaufman e Duke Johnson
- Beasts of No Nation, regia di Cary Joji Fukunaga
- Carol, regia di Todd Haynes
- Tangerine, regia di Sean Baker

### Miglior regista
- Tom McCarthy – Il caso Spotlight (Spotlight)
- Cary Joji Fukunaga – Beasts of No Nation
- Charlie Kaufman e Duke Johnson – Anomalisa
- David Robert Mitchell – It Follows
- Sean Baker – Tangerine
- Todd Haynes – Carol

### Miglior sceneggiatura
- Tom McCarthy e Josh Singer – Il caso Spotlight (Spotlight)
- Charlie Kaufman – Anomalisa
- Donald Margulies – The End of the Tour - Un viaggio con David Foster Wallace (The End of the Tour)
- Phyllis Nagy – Carol
- S. Craig Zahler – Bone Tomahawk

### Miglior film d'esordio
- Diario di una teenager (The Diary of a Teenage Girl), regia di Marielle Heller
- James White, regia di Josh Mond
- Manos Sucias, regia di Josef Kubota Wladyka
- Mediterranea, regia di Jonas Carpignano
- Songs My Brothers Taught Me, regia di Chloé Zhao

### Miglior sceneggiatura d'esordio
- Emma Donoghue – Room
- Jesse Andrews – Quel fantastico peggior anno della mia vita (Me and Earl and the Dying Girl)
- John Magary, Russell Harbaugh e Myna Joseph – The Mend
- Jonas Carpignano – Mediterranea
- Marielle Heller – Diario di una teenager (The Diary of a Teenage Girl)

### Miglior attrice protagonista
- Brie Larson – Room
- Bel Powley – Diario di una teenager (The Diary of a Teenage Girl)
- Cate Blanchett – Carol
- Kitana Kiki Rodriguez – Tangerine
- Rooney Mara – Carol

### Miglior attore protagonista
- Abraham Attah – Beasts of No Nation
- Ben Mendelsohn – Mississippi Grind
- Christopher Abbott – James White
- Jason Segel – The End of the Tour - Un viaggio con David Foster Wallace (The End of the Tour)
- Koudous Seihon – Mediterranea

### Miglior attrice non protagonista
- Mya Taylor – Tangerine
- Cynthia Nixon – James White
- Jennifer Jason Leigh – Anomalisa
- Marin Ireland – Glass Chin
- Robin Bartlett – H.

### Miglior attore non protagonista
- Idris Elba – Beasts of No Nation
- Kevin Corrigan – Results
- Michael Shannon – 99 Homes
- Paul Dano – Love & Mercy
- Richard Jenkins – Bone Tomahawk

### Miglior fotografia
- Ed Lachman – Carol
- Cary Joji Fukunaga – Beasts of No Nation
- Joshua James Richards – Songs My Brothers Taught Me
- Michael Gioulakis – It Follows
- Reed Morano – Meadowland - Scomparso (Meadowland)

### Miglior montaggio
- Tom McArdle – Il caso Spotlight (Spotlight)
- Julio Perez IV – It Follows
- Kristan Sprague – Manos Sucias
- Nathan Nugent – Room
- Ronald Bronstein e Benny Safdie – Heaven Knows What

### Miglior documentario
- The Look of Silence, regia di Joshua Oppenheimer
- (T)error, regia di Lyric R. Cabral e David Felix Sutcliffe
- Best of Enemies, regia di Robert Gordon e Morgan Neville
- Heart of a Dog, regia di Laurie Anderson
- Meru, regia di Jimmy Chin e Elizabeth Chai Vasarhelyi
- Il complotto di Chernobyl - The Russian Woodpecker (The Russian Woodpecker), regia di Chad Gracia

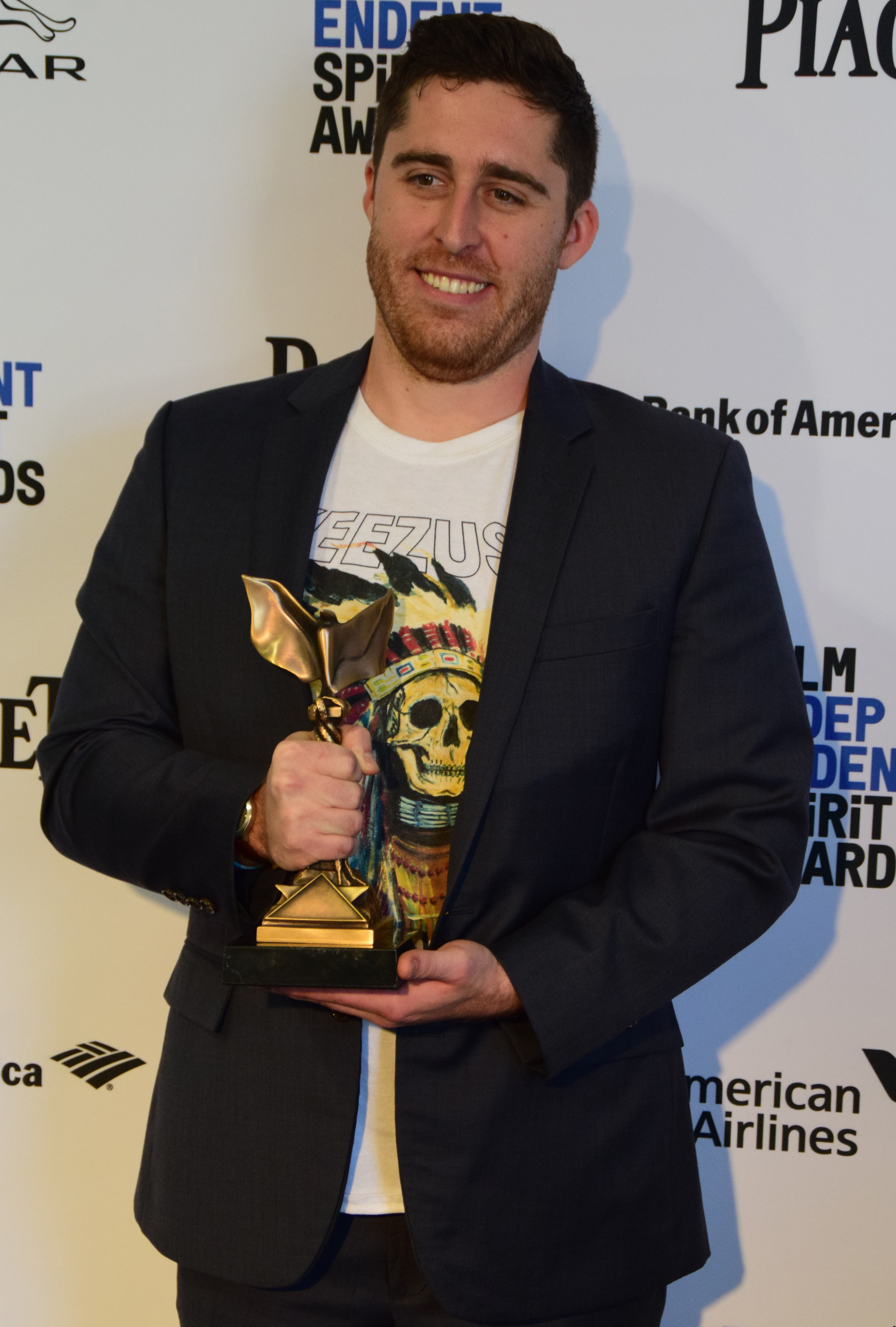
Trey Edward Shults con il premio John Cassavetes

### Premio John Cassavetes
- Krisha, regia di Trey Edward Shults
- Advantageous, regia di Jennifer Phang
- Christmas, Again, regia di Charles Poekel
- Heaven Knows What, regia di Josh e Benny Safdie
- Out of My Hand, regia di Takeshi Fukunaga

### Miglior film straniero
- Il figlio di Saul (Saul fia), regia di László Nemes
- Un piccione seduto su un ramo riflette sull'esistenza (En duva satt på en gren och funderade på tillvaron), regia di Roy Andersson
- El abrazo de la serpiente, regia di Ciro Guerra
- Mustang, regia di Deniz Gamze Ergüven
- Diamante nero (Bande de filles), regia di Céline Sciamma

### Premio Robert Altman
- Il caso Spotlight (Spotlight), regia di Tom McCarthy

### Producers Award
- Mel Eslyn
- Darren Dean
- Rebecca Green

### Someone to Watch Award
- Felix Thompson – King Jack
- Robert Machoian – God Bless the Child
- Chloé Zhao – Songs My Brothers Taught Me

### Truer Than Fiction Award
- Elizabeth Chai Vasarhelyi – Incorruptible
- Alex Sichel e Elizabeth Giamatti – A Woman Like Me
- Hemal Trivedi e Mohammed Ali Naqvi – Among the Believers